# Томас Кук
Томас Кук (на английски: Thomas H. Cook) е американски писател на бестселъри в жанра трилър и документалистика.

## Биография и творчество
Томас Кук е роден на 19 септември 1947 г. във Форт Пейн, Алабама, САЩ, в семейството на Върджил Ричард и Майрик Кук. От малък се увлича от литературата.
Получава бакалавърска степен по от Колежа на Джорджия в Савана, магистърска степен по американска история от Колежа Хънтър на Нюйоркския университет в Ню Йорк, и докторска степен по философия от Колумбийския университет.
След дипломирането си в периода 1970 – 1972 г. е писател на реклами в „U.S. Industrial Chemicals“ в Ню Йорк, в периода 1973 – 1975 г. е служител в Асоциацията за помощ на изостанали възрастни, през 1978 – 1981 г. е преподавател по английски език и история в Колежа Декалб в Кларксън, Джорджия и едновременно е редактор и рецензент за нови книги в списание „Атланта“. През 1982 г. се посвещава на писателската си кариера.
На 17 март 1978 г. се жени за Сюзън Търнър, радиосценаристка. Имат дъщеря – Жустин Ариел.
Започва първия си роман „Blood Innocents“ (Кръв на невинни) още докато е в университета. Той е публикуван през 1980 г. През 1998 г. романът е екранизиран в телевизионния филм „Evidence of Blood“ с участието на Дейвид Стратърн и Мери Макдонъл.
За романа си „The Chatham School Affair“ е удостоен с наградата „Едгар“, а за разказът „Fatherhood“ (Бащинството) печели наградата „Херодот“ и той е включен в сборника „Най-добрите криминални истории за 1998 г.“.
През 2010 – 2011 г. заедно с още 25 прочути автори на криминални романи се събират, за да напишат заедно експресивния трилър „Няма покой за мъртвите“ („No Rest For the Dead“). Освен него участници са Джефри Дивър, Питър Джеймс, Сандра Браун, Тес Геритсън, Лайза Скоталайн, Реймънд Хури, Джон Лескроарт, и др., а световноизвестният Дейвид Балдачи изготвя предговора. Писателите влагат своята изобретателност, за да опишат превратната съдба на детектива Джон Нън, който се е справял перфектно в разследванията си. Но една-единствена грешка не му дава покой и последствията от нея го преследват с години.
Томас Кук живее със семейството си в Кейп Код и Ню Йорк.

## Произведения

### Самостоятелни романи
- Blood Innocents (1980)
- The Orchids (1982)
- Tabernacle (1983)
- Elena (1986)
- Streets of Fire (1989)
- The City When it Rains (1991)
- Evidence of Blood (1991)
- Mortal Memory (1993)
- Breakheart Hill (1995)
- The Chatham School Affair (1996) – награда „Едгар“
- Instruments of the Night (1998)
- Places in the Dark (2000)
- The Interrogation (2002)
- Taken (2002)
- Moon Over Manhattan (2003) – с Лари Кинг
- Peril (2004)
- Into the Web (2004)
- Red Leaves (2005)
- The Murmur of Stones (2006) – издаден и като „The Cloud of Unknowing“
- Master of the Delta (2008)
- The Fate of Katherine Carr (2009)
- The Last Talk With Lola Faye (2010)
- No Rest for the Dead (2011) – с Джеф Абот, Лори Армстронг, Дейвид Балдачи, Сандра Браун, Маркъс Сейки, Джефри Дивър, Диана Габалдон, Андрю Ф. Гули, Ламия Гули, Питър Джеймс, Дж. А. Джайс, Фей Келерман, Реймънд Хури, Джон Лескроарт, Джеф Линдзи, Гейл Линдс, Алегзандър Маккол Смит, Филип Марголин, Майкъл Палмър, T. Джеферсън Паркър, Кати Райкс, Тес Геритсън, Матю Пърл, Джонатан Сантлофър, Лайза Скоталайн, Р. Л. Стайн и Марша Тали
Няма покой за мъртвите, изд.: ИК „Обсидиан“, София (2011), прев. Боян Дамянов
- The Quest for Anna Klein (2011)
- The Crime of Julian Wells (2012)
- Sandrine (2013) – издаден и като „Sandrine's Case“
- A Dancer in the Dust (2014)

### Серия „Франк Клемънс“ (Frank Clemons)
1. Sacrificial Ground (1988)
2. Flesh and Blood (1989)
3. Night Secrets (1990)

### Сборници
- Fatherhood (2013)

### Документалистика
- Early Graves (1990)
- Blood Echoes (1992)
- The Best American Crime Reporting 2008 (2008) – с Джонатан Келерман и Ото Пенцлер
- The Best American Crime Reporting 2009 (2009) – с Ото Пенцлер и Джефри Тубин
- The Best American Crime Reporting 2010 (2010) – със Стивън Дубнър и Ото Пенцлер
- Tragic Shores (2017)
- Blood Echoes / Early Graves (2018)
- Even Darkness Sings (2018)

### Екранизации
- 1998 Evidence of Blood